# Sisyrinchium cuspidatum
Sisyrinchium cuspidatum Poepp. – gatunek miecznicy należący do rodziny kosaćcowatych (Iridaceae Juss.). Występuje naturalnie w Ameryce Południowej.

## Rozmieszczenie geograficzne
Rośnie naturalnie w  Chile oraz Argentynie. 

## Morfologia
ŁodygaDorasta do 80 cm wysokości.
KwiatyPosiadają po 6 płatków o białej barwie.

## Biologia i ekologia
Bylina. Preferuje stanowiska w półcieniu lub w pełnym cieniu. Występuje na wysokości do 2000 m n.p.m.
Roślina dobrze rośnie na wilgotnym terenie – na bagnach, torfowiskach, w pobliżu cieków wodnych, rzek czy jezior. Jednak gatunek ten zaobserwowano także na obszarach suchych, gdzie susza może trwać nawet do 5 miesięcy. Występuje do 9 strefy mrozoodporności.

## Zastosowanie
Gatunek bywa uprawiany jako roślina ozdobna.